# Silvorchis
Silvorchis é um género botânico pertencente à família das orquídeas (Orchidaceae).